# ブラックリスト 警視庁監察ファイル
『ブラックリスト 警視庁監察ファイル』（ブラックリスト けいしちょうかんさつファイル）は、伊兼源太郎による警察小説。
2019年10月17日に単行本が書き下ろしで実業之日本社から発売された。2021年7月16日に実業之日本社文庫版が発売された。「警視庁監察ファイル」シリーズの第2作。
2024年、WOWOWでテレビドラマ化された。

## あらすじ
前作から1年後。佐良が警視庁警務部人事一課監察係に配属されて2年が経過した。佐良の推薦で監察係には皆口菜子が加入し、佐良の日常は活気づいていた。だが、佐良の警視庁刑事部捜査一課時代の後輩で皆口の婚約者でもあった斎藤が殉職した武蔵野市の町工場社長殺人事件は、いまだ犯人は捕まらず未解決のままであった。
ある日、警視庁刑事部捜査二課主導で捜査していた大型特殊詐欺グループ「YK団」が、突然監視の目を逃れて行方をくらます。人事一課に届いた密告によると、「YK団」の捜査資料が流出したという。渋谷中央署に置かれた「YK団」の捜査本部には30人近くいるが、誰が漏洩させたかわからない。監察官の能馬は、班長の中西と佐良、皆口の3人に関係者の行確（行動確認）を命じる。
しかし想定外の事態が発生し、中西班は体制変更を余儀なくされる。佐良は係長の須賀の指示で、皆口と同じ時期に監察係に配属された若手・毛利と組むことになる。佐良は毛利の考え方に苛立ちを覚えながらも行確を進め、「互助会」と呼ばれる謎のグループの存在に辿り着く。それは斎藤の殉職事件につながっていた。

## 登場人物
佐良（さら）
警視庁警務部人事一課監察係主任。38歳。
以前は他人に斎藤の殉職事件について触れられると心中穏やかでなかったが、1年前のことを経て心境が変化し、冷静に振り返られるようになった。斎藤の供養ために監察の仕事を全うしようと日々励んでいる。
皆口菜子（みなぐち さいこ）
半年前に警視庁交通部・府中運転免許試験場から警視庁警務部人事一課監察係に異動した。
婚約者だった斎藤が殉職してからどことなく暗い雰囲気があったが、監察係に来て以前の明るさを取り戻しつつある。
須賀（すが）
警視庁警務部人事一課監察係長として、複数の班をまとめる。
公安部出身で、首にした警官の数はトップクラスと言われている。「長袖の須賀」と呼ばれている。
能馬（のうま）
警視庁警務部人事一課監察官。公安部出身。「能面の能馬」という異名を持つ。
中西（なかにし）
警視庁警務部人事一課監察係で、佐良と皆口が所属する班の班長を務める。公安部出身。
毛利（もうり）
半年前に警視庁生活安全部サイバー対策課から警視庁警務部人事一課監察係に異動した。28歳。
斎藤（さいとう）
元警視庁刑事部捜査一課員。佐良が捜査一課にいたときの後輩で、皆口の婚約者だった。
武蔵野市で起きた殺人事件の捜査中に、拳銃で撃たれ殉職する。
六角（ろっかく）
警視庁警務部長。歴代の警務部長の中では珍しく、これまで公安部を経験せずに刑事畑を歩んできた。
真崎（まさき）
警視庁警務部人事一課長。
川南（かわなみ）
警視庁刑事部捜査一課長。「豆タンク」と呼ばれている。
高崎（たかさき）
警視庁刑事部捜査一課管理官。
北澤（きたざわ）
今春、警視庁刑事部鑑識課から、以前所属していた警視庁刑事部捜査一課に異動した。
佐良と同期。斎藤の大学時代の先輩。
長富（ながとみ）
警視庁刑事部捜査二課長。38歳。
峰裕樹（みね ひろき）
警視庁刑事部捜査二課員。35歳。
虎島（とらしま）
弁護士。佐良とは小学校からのつきあい。
猿飛才蔵（さるとび さいぞう）
情報屋。
チャン
表の顔はベトナム料理店の店長。裏の顔は情報屋。

## 書誌情報
- 伊兼源太郎 『ブラックリスト 警視庁監察ファイル』
  - 単行本：2019年10月17日発売、実業之日本社、ISBN 978-4-408-53745-0
  - 文庫本：2021年7月16日発売、実業之日本社文庫、ISBN 978-4-408-55673-4、解説：香山二三郎

## オーディオブック

### Audible版
2022年1月28日よりAudibleで配信された。朗読は川上晃二。

### kikubon版
2022年4月15日よりkikubonで配信された。朗読は下山吉光。

## テレビドラマ
2021年に放送された『密告はうたう 警視庁監察ファイル』の続編として、『密告はうたう2 警視庁監察ファイル』のタイトルで、2024年8月11日から9月29日まで毎週日曜 22時 - 23時にWOWOWプライムとWOWOW 4Kの「連続ドラマW」で放送された。また、WOWOWオンデマンドで2024年7月30日に第1話、8月11日の第1話放送終了後に第2話と第3話、9月1日の第4話放送終了後に第4話から最終話までが配信された。そのほか、TVerとFODでも放送終了後に配信されている。
主演は松岡昌宏。原作は『ブラックリスト 警視庁監察ファイル』と『残響 警視庁監察ファイル』。
続編制作にあたり、前作の視聴者に対してアンケート送付や視聴者と制作陣との座談会を行い、そこで得た意見を番組制作に活かした。

### キャスト
- 佐良正輝（警視庁人事一課監察係・警部補） - 松岡昌宏[13]
- 皆口菜子（警視庁人事一課監察係・巡査部長） - 泉里香[13]
- 須賀透（警視庁人事一課監察係長・警部） - 池田鉄洋[13]
- 毛利洋平（警視庁人事一課監察係・巡査部長） - 浜中文一[14][13]
- 原西道男（警視庁人事一課監察係・警部補） - マキタスポーツ[14][13]
- 榎本義之（元目黒北署刑事課盗犯係・元警部補） - 宇野祥平[15]
- 斎藤康太（元警視庁捜査一課・元巡査部長[注釈 1]） - 戸塚祥太[13]
- 峰裕樹（警視庁捜査二課・警部補） - 宮崎秋人[16]
- 長富将司（警視庁捜査二課長・警視正） - 猪塚健太[15][16]
- 猿飛（情報屋） - 水澤紳吾
- 吉永幸浩（警視庁捜査二課管理官・警視） - 谷田歩[15][16]
- 六角嘉美（警視庁警務部長・警視長） - 飯田基祐[15][13]
- 富樫修（警視庁公安部・警部補） - 村上淳[16]（幼少期：宇陽大輝）
- 富樫百合（富樫修の妹） - 山本未來[15]（幼少期：佐野菜紬実[17]）
- 北澤勝俊（警視庁捜査一課・警部補） - 眞島秀和[13]
- 波多野孝吉（警視庁副総監） - 渡辺いっけい[15]
- 能馬慶一郎（警視庁人事一課監察官・警視） - 仲村トオル[13]

#### ゲスト

##### 第1話
- 田辺優斗（YK団幹部） - サイ・ホージン（第2話 - 第5話）
- 今川誠人（YK団幹部） - 川野雄一[18]（第2話 - 第5話）
- 福田智也（YK団幹部） - 渡辺潤[19]（第2話 - 第5話）
- 大出渉（YK団幹部） - 清水克彦[20]（第2話 - 第5話）
- 吉永祐輔（吉永幸浩の息子） - 小林丞之介[21]

##### 第2話
- 早稲田署刑事 - 高橋平[22]（第5話）
- テレビ記者 - 大西けんけん[23]（第3話）
- 伊浦雅成（トーマツ産業社長） - 鈴木雄司[24]
- 李栄白 / 木下（シャオテック開発部長） - 塩山誠司[25]（第6話 - 最終話）

##### 第3話
- 松嶋圭太（中野東署地域課地域三係） - 遊屋慎太郎
- 山岡規男（目黒北署副署長） - 谷川昭一朗[26]
- タエ（榎本の母方の祖母） - 藤井京子（第4話）

##### 第4話
- 課長付き捜査二課員 - 錦織聡[27]（第5話）

##### 第5話
- 生田幸一（民自党政調会長） - 井上肇[28]（第6話・第7話）
- 庄司（太陽鳳凰会事務長） - 小松和重[29]（第6話）
- 北山（太陽鳳凰会教祖） - 中村育二[30]（第6話）

##### 第7話
- パク・ミョンボ（富樫修の幼馴染・公安のS） - 鳥谷宏之[31]（最終話）（幼少期：山下玲空）
- パク・ミョンボの妻 - 今野ゆか[32]（最終話）
- 副総監のSP - 中野剛[33]、長島竜也[34]、阿邊龍之介[35]
- 林美沙子（WTNニュース・レポーター） - 佐藤礼菜[25]

### スタッフ
- 原作 - 伊兼源太郎『ブラックリスト 警視庁監察ファイル』『残響 警視庁監察ファイル』（実業之日本社刊）
- 監督 - 内片輝、山本大輔
- 脚本 - 鈴木謙一
- 音楽 - 大間々昂
- 企画・プロデュース - 武田吉孝、下田淳行
- プロデューサー - 井口正俊、下田淳行、星野秀樹
- 制作プロダクション - ツインズジャパン
- 製作著作 - WOWOW

### 放送日程
| 各話   | 放送日  | 監督     |
| ------ | ------- | -------- |
| 第一話 | 8月11日 | 内片輝   |
| 第ニ話 | 8月18日 | 内片輝   |
| 第三話 | 8月25日 | 内片輝   |
| 第四話 | 9月01日 | 山本大輔 |
| 第五話 | 9月08日 | 山本大輔 |
| 第六話 | 9月15日 | 山本大輔 |
| 第七話 | 9月22日 | 内片輝   |
| 最終話 | 9月29日 | 内片輝   |

| WOWOW 連続ドラマW 日曜オリジナルドラマ | WOWOW 連続ドラマW 日曜オリジナルドラマ                       | WOWOW 連続ドラマW 日曜オリジナルドラマ                              |
| 前番組                                 | 番組名                                                       | 次番組                                                              |
| -------------------------------------- | ------------------------------------------------------------ | ------------------------------------------------------------------- |
| 完全無罪 （2024年7月7日 - 8月4日）     | 密告はうたう2 警視庁監察ファイル （2024年8月11日 - 9月29日） | ゴールデンカムイ -北海道刺青囚人争奪編- （2024年10月6日 - 12月1日） |